# Джеймс и гигантската праскова
„Джеймс и гигантската праскова“ (на английски: James and the Giant Peach) е американско-британско стоп моушън мюзикъл фентъзи от 1996 г.
То е режисирано от Хенри Селик, продуцирано от Тим Бъртън и Денис Ди Нови по книгата на Роалд Дал. Филмът излиза на голям екран в САЩ на 12 април 1996 г.